# Le Mesnil-Vigot

Le Mesnil-Vigot este o comună în departamentul Manche, Franța. În anul 2009 avea o populație de 259 de locuitori.